# Hyparrhenia praetermissa
Hyparrhenia praetermissa är en gräsart som beskrevs av Jan Frederik Veldkamp. Hyparrhenia praetermissa ingår i släktet Hyparrhenia och familjen gräs. Inga underarter finns listade i Catalogue of Life.